# Празеодимдирутений
Празеодимдирутений — бинарное неорганическое соединение, интерметаллид празеодима и рутения с формулой PrRu2, кристаллы.

## Получение
- Сплавление стехиометрических количеств чистых веществ:

{\displaystyle {\mathsf {Pr+2Ru\ {\xrightarrow {1681^{o}C}}\ PrRu_{2}}}}

## Физические свойства
Празеодимдирутений образует кристаллы кубической сингонии, пространственная группа F d3m, параметры ячейки a = 0,76223 нм, Z = 8, структура типа магнийдимедь Cu2Mg.
Соединение образуется по перитектической реакции при температуре 1681 °C.